# Vallée de larmes
Vallée de Larmes è un singolo di musica elettronica del 1993 del gruppo tedesco Scooter, ed è il primo brano della band. È in realtà una versione leggermente modificata del brano omonimo del duo francese "René et Gaston". La necessità di una rielaborazione completa è stata dovuta a problemi legali. Il singolo ha avuto un sorprendente successo, raggiungendo l'ottava posizione nella classifica tedesca. Per molto tempo non è stato ufficialmente riconosciuto come un'opera propria, quindi non è apparso né nelle statistiche né nella discografia ufficiale, ma è stato incluso in diverse raccolte più recenti.
La particolarità del brano è che il nome "Scooter" deriva proprio da questa canzone, poiché la melodia ricordava ai membri del gruppo le giostre dei luna park, e in tedesco le autoscontro si chiamano "Autoscooter". Il singolo oggi è considerato una rarità.

## Tracce
1. Vallée De Larmes – 3:31
2. Vallée De Larmes (Per Capella Version) – 3:47
3. Vallée De Larmes (Re-incarnation By The Loop! Mix)) – 4:35
4. Cosmos – 6:08

## Curiosità
- La B-side del singolo, "Cosmos", è apparsa successivamente nell'album ...and the Beat Goes On!, ma la versione inclusa nel singolo è puramente strumentale.

## Altre versioni
Nella seconda disc del'edizione limitata di No Time to Chill del 1998 è presente un remix di Axel Coon, mentre nella seconda disc di The Fifth Chapter del 2014 (disponibile solo per chi l'ha acquistata tramite iTunes Store) è presente un remix di Lissat & Voltaxx.